# Festival
Festival Speech Synthesis System — обобщенная многоязычная система синтеза речи, разработанная Аланом В. Блэком в Исследовательском Центре Речевых Технологий (CSTR) в университете Эдинбурга. Существенный вклад также был сделан Университетом Карнеги-Меллона и другими. Распространяется под свободной лицензией, аналогичной лицензии BSD.
Festival предлагает полную систему синтеза речи с различными API, а также среду для разработки и исследования методов синтеза речи. Система написана на C++ со Scheme-подобным командным интерпретатором для общей настройки и расширения.
Festival спроектирован для работы с различными языками и поставляется с поддержкой английского (в английском и американском произношении), валлийского и испанского языков. Голосовые пакеты созданы и для других языков, среди которых кастильский, чешский, финский, хинди, итальянский, маратхи, польский, русский и телугу.

## Festvox
Проект Festvox направлен на создание новых синтетических голосов с применением более систематизированной и точной процедуры. Распространяется под свободной лицензией, аналогичной лицензии MIT.
Festvox представляет собой набор инструментов для создания синтетических голосов для Festival.

## Flite
Флайт — небольшой движок синтеза речи, разработанный в Carnegie Mellon University. Основан на Festival и проекте Festvox из Carnegie Mellon University.

## Linux-совместимость
Существует Festival-плагин для GStreamer. Festival входит в поставку нескольких дистрибутивов Linux.